# Steinbach (Enz)
Der Steinbach ist ein knapp zehn Kilometer langer, recht beständig ostsüdöstlich laufender Bach im baden-württembergischen Landkreis Ludwigsburg. Er mündet in Besigheim von links in die unterste Enz. Der Bach zählt zu den Gewässern 2. Ordnung.

## Geographie

### Verlauf
Der Bach entsteht etwa 2,5 km westnordwestlich von Freudental und etwa 100 m südöstlich der Pfeifferhütte am bewaldeten Großen Saukopf auf einer Höhe von 384 m ü. NHN. Zuallererst in südöstliche Richtungen abfließend, erreicht der Steinbach bald die Grenze zum Neckarbecken und nach einer Fließstrecke von etwa 2,5 km den westlichen Ortsrand von Freudental.
Nachdem er am Grävenitzschen Schloss mit seinen drei, zusammen etwa 0,7 ha großen Parkweihern vorbei den Ort durchquert hat, wendet sich der Bach mehr östlichen Richtungen zu und erreicht nach weiteren 2,6 km von einer Baumgalerie begleitet den Ortsrand von Löchgau. 

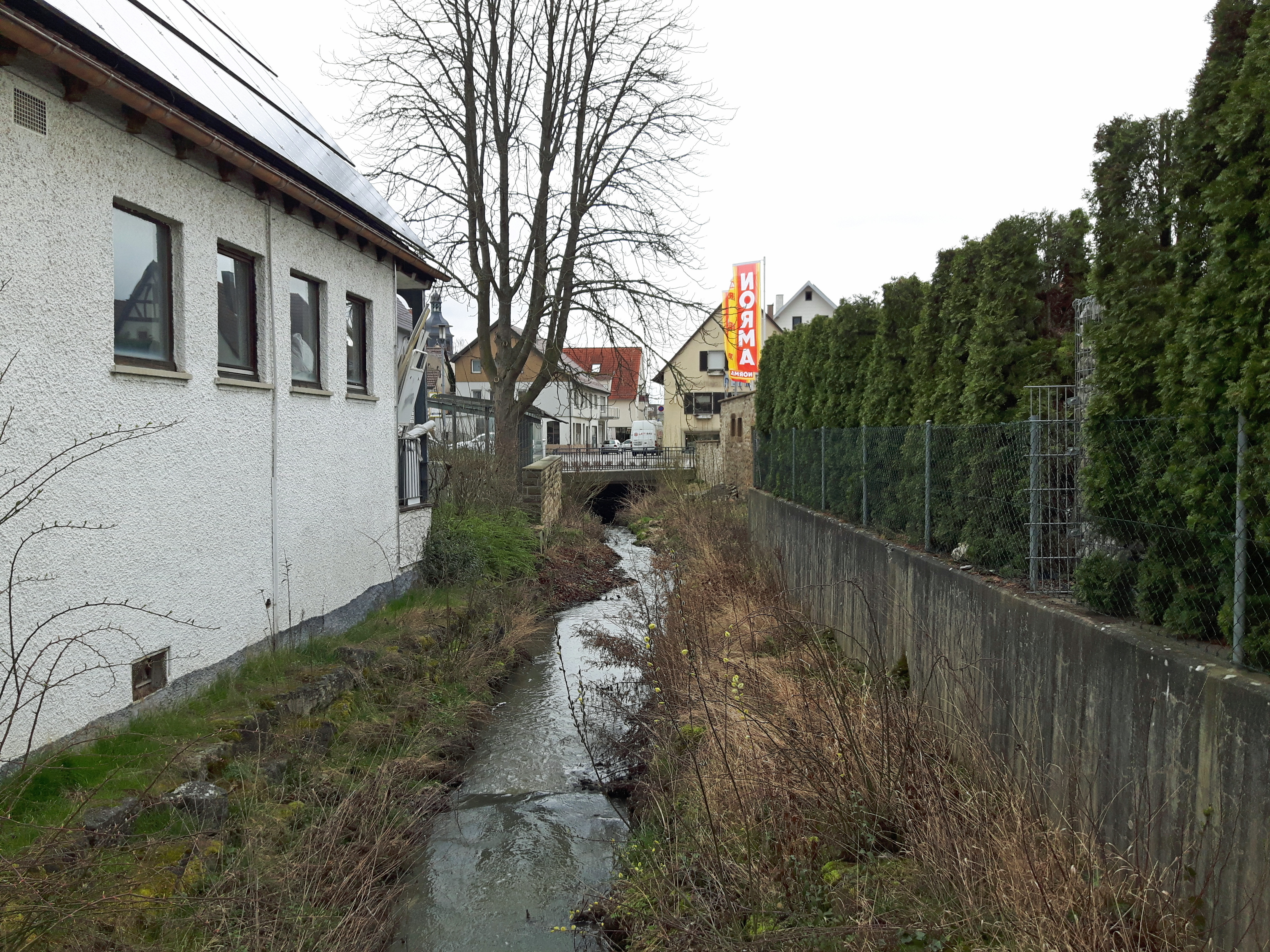
Der Steinbach in Löchgau vor dem westlichen Eingang der Verdolung

In Löchgau läuft der Bach rund 500 m unterirdisch in einem Kanal unter und entlang der Besigheimer Straße. Östlich von Löchgau fließt der Bach in einem Kerbtal mit Weinbergen am sonnenexponierten linken Hang weiter in Richtung Besigheim. Nach dem Eintritt in dessen Siedlungsbereich verschwindet der Bach in einem Kanal, unterquert darin die Bahnstrecke Stuttgart-Würzburg und tritt erst kurz vor der Mündung in die Enz wieder ans Tageslicht. Die Mündung liegt wenig unterhalb der Brücke der Hauptstraße von der Altstadt auf der anderen Flussseite herüber auf einer Höhe von etwa 174 m ü. NHN. Bei einem Höhenunterschied von 210 m beträgt das mittlere Sohlgefälle gegen 22 ‰.
Der Steinbach hat nur kurze oder unbeständige Zuflüsse. Auch sein eigener Oberlauf fällt auf dem ersten halben Kilometer oft trocken. 
Am Oberlauf ist der Steinbachs ein feinmaterialreicher, karbonatischer Mittelgebirgsbach des Keupers (Fließgewässertyp 6_K), ab dem östlichen Ortsrand von Löchgau ein grobmaterialreicher, karbonatischer Mittelgebirgsbach (Fließgewässertyp 7).

### Einzugsgebiet
Das sich in Luftlinie knapp 9 Kilometer weit von der Pfeifferhütte ostsüdöstlich bis zur Mündung erstreckende Einzugsgebiet ist bis wenig über zwei Kilometer breit und 11,6 km² groß. Im oberen Bereich etwa bis zur Waldgrenze vor Freudental liegt es naturräumlich gesehen im östlichsten Stromberg, der übrige Teil im Unterraum Metterplatte des anschließenden Neckarbeckens.
Jenseits der Wasserscheide links des Laufs konkurriert der recht nahe Baumbach zum Neckar in Walheim kurz nach der Zumündung der Enz. Hinter der anderen Wasserscheide liegt das größere Entwässerungsgebiet der Metter; direktere Konkurrenten sind deren linke Zuflüsse Kirbach im Bereich des Steinbach-Oberlaufs und Altenbach an seinem Mittellauf. Der Höhenkamm gegenüber diesen Konkurrenten ragt im Stromberg mit bis etwas über 435 m ü. NHN auf der Hohen Reute höher auf als jener an der nördlichen Einzugsgebietsgrenze zum Baumbach.

## Schutzgebiete
Bis hinunter zur Siedlungsgrenze von Löchgau gehört das Einzugsgebiet überwiegend dem Landschaftsschutzgebiet Ausläufer des Stromberges um Bönnigheim, Erligheim, Freudental, Löchgau und Kleinsachsenheim an. Bis unterhalb von Freudental liegt es im Naturpark Stromberg-Heuchelberg. Am oberen Ende des oberen Steinbachtals beginnt und am Ortsrand von Freudental endet das 2,4 km² große Wasserschutzgebiet Ochsenweide, Aufwiesen. Nach der Waldgrenze ist vor Freudental das anderthalb Hektar große Feuchtgebiet Aufwiesen als Naturdenkmal ausgewiesen.